# 패션쇼

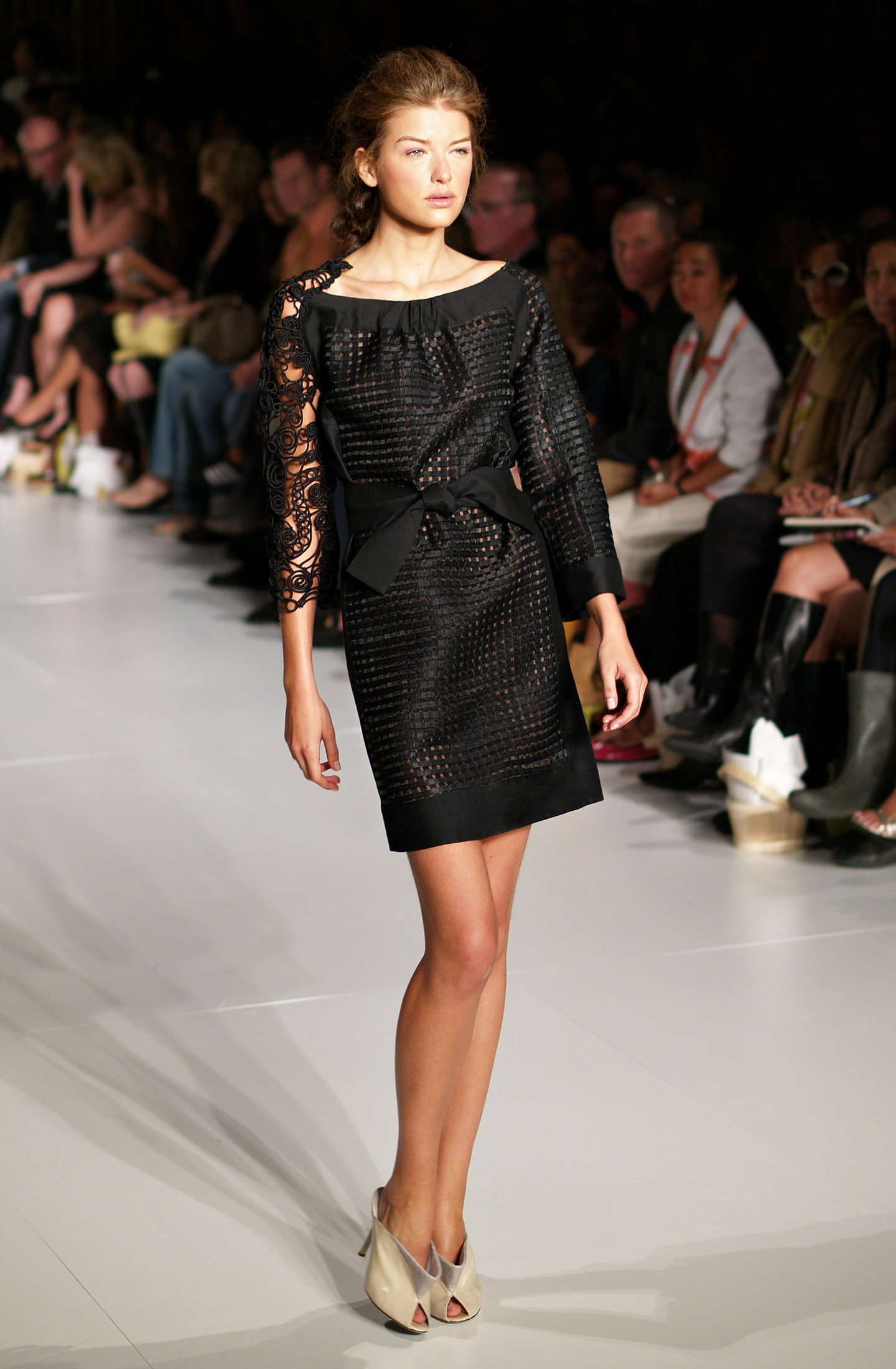
신시아 로울리(Cynthia Rowley)의 옷을 입고 있는 나탈리아 고시(Nataliya Gotsiy), 뉴욕패션위크(New York Fashion Week), 2007년 봄

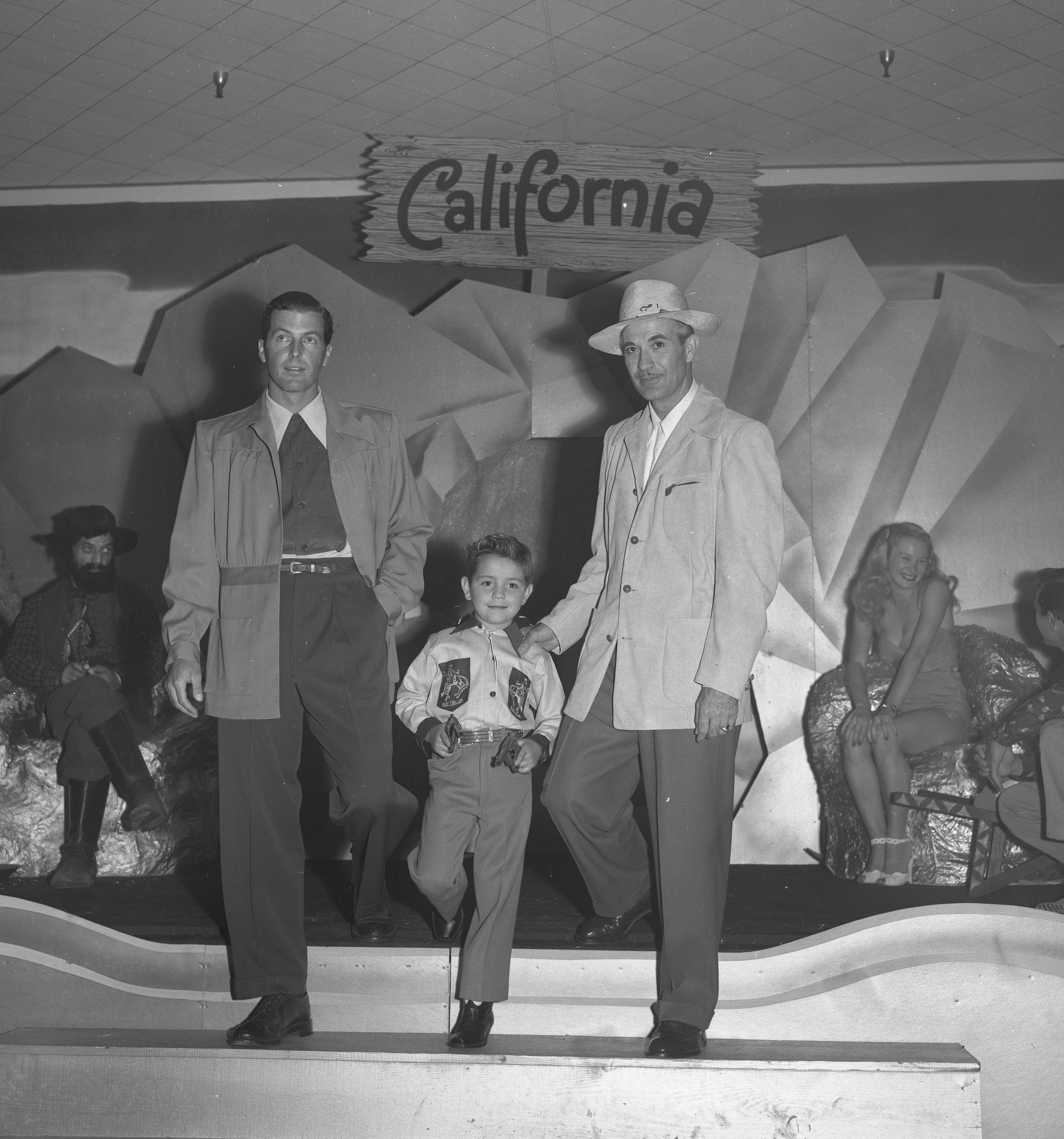
1948년 로스 엔젤레스 쇼에서의 남성 패션

패션쇼(영어: fashion show)는 패션 디자이너가 패션 위크의 기간에 곧 있을 일련의 옷들을 공개하는 행사이다. 패션쇼는 봄/여름과 가을/겨울과 같이 계절에 맞추어 개최된다. 패션쇼는 가장 최근의 동향이 만들어지는 곳이다. 전형적인 패션쇼에서는 패션 모델이 디자이너가 만들어낸 옷을 입고 무대를 걷는다.

## 같이 보기
- '세계 4대'(Big Four) 패션위크
  - 뉴욕 패션 위크(NYFW)
  - 런던 패션 위크(LFW)
  - 밀라노 패션 위크(MFW)
  - 파리 패션 위크(PFW)
- 베를린 패션 위크(BFW)